# 格里·阿什沃思
格里·阿什沃思（英語：Gerry Ashworth，1942年5月1日—），美国男子田径运动员，主攻短跑。他曾代表美国参加1964年夏季奥林匹克运动会田径比赛，获得男子4×100米接力金牌。